# 2003年1月中国大陆

## 1月7日
- 1月7日至8日，中央农村工作会议召开。中共中央总书记胡锦涛发表讲话指出，必须统筹城乡经济社会发展，把解决好农业、农村和农民问题作为全党工作的重中之重，放在更加突出的位置；要坚持“多予、少取、放活”的方针，发挥城市对农村带动作用，实现城乡经济社会一体化发展。

## 1月16日
- 中共中央、中华人民共和国国务院发出《关于做好农业和农村工作的意见》[1]。

## 1月29日
- 下午，北京市宣武区人民法院公开审理足球裁判龚建平受贿案，以受贿罪判处被告人龚建平有期徒刑10年[2]。